# Artur Ávila
Artur Ávila Cordeiro de Melo (Rio de Janeiro, 29 juni 1979) is een Braziliaanse wiskundige. Hij was in 2014 een van de vier winnaars van de Fields Medal. Hij is de eerste wiskundige uit Zuid-Amerika die de onderscheiding krijgt.

## Opleiding
In 1995 deed Ávila als zeventienjarige mee aan de Internationale Wiskunde Olympiade in Toronto en won toen de gouden medaille. Hij kreeg een beurs voor het Instituto Nacional de Matemática Pura e Aplicada. In 2001 behaalde hij zijn PhD met een dissertatie over bifurcatietheorie. In hetzelfde jaar studeerde Ávila af als wiskundige aan de Federale Universiteit van Rio de Janeiro.

## Onderzoek
Ávila werkt aan dynamische systemen en spectraaltheorie. In 2005 bewees hij samen met Marcelo Viana de Kontsevich-Zorich-hypothese. Volgens deze hypothese zijn de niet-triviale Ljapoenov-exponenten van de Teichmüller-flux op moduliruimten van abelse differentialen van compacte Riemann-oppervlakken allemaal verschillend.

## Onderscheidingen
In 2006 ontving hij een CNRS bronzen medaille en de Salemprijs en hij ging werken bij het Clay Mathematics Institute.
In 2008 werd hij de jongste directeur de recherches aan het Centre national de la recherche scientifique en won hij een van tien prijzen van de European Mathematical Society. In 2009 won hij de prijs Jacques Herbrand van de Franse Academie van Wetenschappen. In 2010 sprak hij de plenaire vergadering van het Internationaal Wiskundecongres te Haiderabad toe. In 2011 kreeg hij de Michael Brinprijs. In 2012 ontving hij een prijs van de International Association of Mathematical Physics. In 2014 ontving hij de Fields Medal.